# ماثيو باركر
 ماثيو باركر  (6 أغسطس 1504 - 17 مايو 1575) كبير أساقفة كانتربري من عام 1559 حتى وفاته، وكان أيضًا أحد مهندسي الفكر اللاهوتي الأنجليكانية المؤثرين مع توماس كرانمر وريتشارد هوكر.
كان باركر أحد واضعي المواد التسعة والثلاثين، التي حددت المذهب الأنجليكاني. جمع باركر عددًا من المخطوطات الإنجليزية، بما في ذلك إنجيل القديس أوغسطين ونسخة من الوقائع الأنغلوساكسونية كجزء من جهوده لإثبات أن الكنيسة الإنجليزية كانت مستقلة تاريخيًا عن روما، والتي تعد واحدة أهم مجموعات المخطوطات القديمة في العالم.

## روابط خارجية
- ماثيو باركر على موقع الموسوعة البريطانية (الإنجليزية)
- ماثيو باركر على موقع ميوزك برينز (الإنجليزية)
- ماثيو باركر على موقع إن إن دي بي (الإنجليزية)
- ماثيو باركر على موقع ديسكوغز (الإنجليزية)